# ورزشگاه استادیو ایتالیا
استادیو ایتالیا (انگلیسی: Stadio Italia) یک ورزشگاه فوتبال واقع در سورنتو ایتالیا است. این استادیوم، ورزشگاه خانگی سورنتو کالچو می‌باشد. ظرفیت این ورزشگاه ۳۶۰۰ نفر است.